# Narila

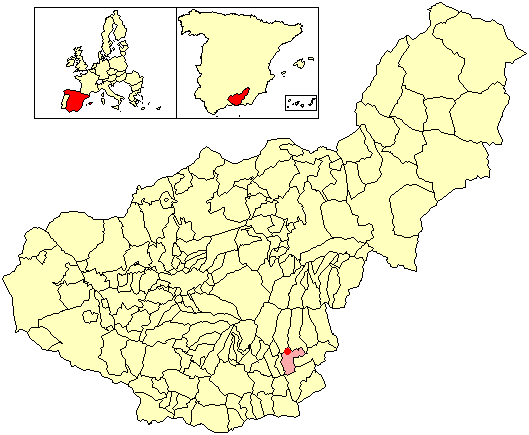
Situación de Narila respecto al término municipal de Cádiar, en la provincia de Granada.

Narila es una localidad española perteneciente al municipio de Cádiar, en la provincia de Granada, comunidad autónoma de Andalucía. Está situada en la parte central de la comarca de la Alpujarra Granadina. Cerca de esta localidad se encuentran los núcleos de Alcútar, Bérchules, Golco, Mecina Bombarón y Yátor.
Narila está emplazado en un valle junto al cauce del río Guadalfeo. El pueblo y los alrededores han sido calificados por paraje natural y cuenta con los elementos más comunes de los valles alpujarreños: hazas de chopos, almendros, moreras y pastos cerca del río; su más importante elemento paisajístico es sin duda la fuente de Agua Agría. También cuenta con elementos arquitectónicos medievales (árabes) como son sus caminos empedrados (en peligro de desaparición), bancales aterrazados y acequias de las que se conserva hasta un acueducto.

## Historia
El día de San Miguel de 1568, en un paraje entre Narila y Cádiar, y bajo un olivo que todavía hoy existe. Se nombró a Hernando de Córdoba y Válor (también encontrado como Don Fernando de Córdoba y Válor) rey de los que podríamos llamar, los monfíes de La Alpujarra, siguiendo el viejo ritual con que se entronizaban los reyes de Granada, «vistiéndole de púrpura, tendiendo cuatro banderas a sus pies, reverenciándoles y exhumando profecías». Según declaró más tarde la esposa de Hernando de Válor a la solemne ceremonia acudieron los moriscos ricos, «vestidos de negro y bien tratados» y tras ella se comieron «mazapanes y confituras y roscas y buñuelos». Hernado de Válor fue escogido por ser descendiente del linaje de los califas de Córdoba, los Omeyas, y por ello tomó el nombre moro de Abén Humeya (o Abén Omeya). Además, en la propia población de Narila, se conservan algunas ruinas de la que fue su casa de verano.
Su nombre parece provenir del término árabe «fadin al-aniidir o al-aniidin», que se traduce como el plural de «era», por tanto la traducción al castellano sería "Las Eras", En otras épocas fue conocida como «Marila».
Narila fue un municipio independiente hasta que, en 1972, se fusionó con Cádiar.

## Demografía
| Gráfica de evolución demográfica de Narila entre 1842 y 1970 |
| |
| Población de derecho según los censos de población del INE Población de hecho según los censos de población del INEEn 1973 este municipio desaparece porque se integra en el municipio Cádiar |